# Луїс Маттар
Луїс Маттар (порт. Luiz Mattar; нар. 18 серпня 1963) — колишній бразильський тенісист.
Найвищу одиночну позицію світового рейтингу — 29 місце досяг 1 травня 1989, парну — 55 місце — 7 січня 1991 року.
Здобув 7 одиночних та 5 парних титулів.
Найвищим досягненням на турнірах Великого шолома було 3 коло в одиночному розряді.
Завершив кар'єру 1995 року.

## Фінали турнірів ATP

### Одиночний розряд (7–4)
| Легенда                |
| Великий шлем (0)       |
| Tennis Masters Cup (0) |
| Серія Мастерс ATP (0)  |
| Тур ATP (7)            |

| Титули за покриттям |
| Тверде (4)          |
| Трава (0)           |
| Ґрунт (1)           |
| Килим (2)           |

| Результат | W/L | Дата     | Турнір                   | Покриття | Суперник      | Рахунок       |
| --------- | --- | -------- | ------------------------ | -------- | ------------- | ------------- |
| Перемога  | 1–0 | Січ 1987 | Гуаружа, Бразилія        | Тверде   | Кассіу Мотта  | 6–3, 5–7, 6–2 |
| Поразка   | 1–1 | Лис 1987 | Сан-Паулу, Бразилія      | Тверде   | Хайме Їсага   | 2–6, 6–4, 2–6 |
| Поразка   | 1–2 | Лис 1987 | Ітапарика, Бразилія      | Тверде   | Андре Агассі  | 6–7, 2–6      |
| Перемога  | 2–2 | Січ 1988 | Гуаружа, Бразилія        | Тверде   | Еліот Телчер  | 6–3, 6–3      |
| Перемога  | 3–2 | Лют 1989 | Гуаружа, Бразилія        | Тверде   | Джиммі Браун  | 7–6, 6–4      |
| Перемога  | 4–2 | Кві 1989 | Ріо-де-Жанейро, Бразилія | Килим    | Мартін Хайте  | 6–4, 5–7, 6–4 |
| Поразка   | 4–3 | Лют 1990 | Гуаружа, Бразилія        | Тверде   | Мартін Хайте  | 6–3, 4–6, 3–6 |
| Перемога  | 5–3 | Кві 1990 | Ріо-де-Жанейро, Бразилія | Килим    | Ендрю Шнайдер | 6–4, 6–4      |
| Перемога  | 6–3 | Лис 1992 | Сан-Паулу, Бразилія      | Тверде   | Жайме Онсінс  | 6–1, 6–4      |
| Поразка   | 6–4 | Лют 1994 | Скоттсдейл, США          | Тверде   | Андре Агассі  | 4–6, 3–6      |
| Перемога  | 7–4 | Тра 1994 | Корал-Спрінгс, США       | Ґрунт    | Джеймі Морґан | 6–4, 3–6, 6–3 |

### Парний розряд (5–6)
| Легенда                |
| Великий шлем (0)       |
| Tennis Masters Cup (0) |
| Серія Мастерс ATP (0)  |
| Тур ATP (4)            |

| Титули за покриттям |
| Тверде (2)          |
| Трава (0)           |
| Ґрунт (3)           |
| Килим (0)           |

| Результат | W/L | Дата     | Турнір                    | Покриття | Партнер            | Суперники                           | Рахунок       |
| --------- | --- | -------- | ------------------------- | -------- | ------------------ | ----------------------------------- | ------------- |
| Перемога  | 1–0 | Січ 1987 | Гуаружа, Бразилія         | Тверде   | Кассіу Мотта       | Мартін Гіпп Торе Мейнеке            | 7–6, 6–1      |
| Перемога  | 2–0 | Вер 1987 | Женева, Швейцарія         | Ґрунт    | Рікардо Асіолі     | Мансур Бахрамі Дієго Перес          | 3–6, 6–4, 6–2 |
| Поразка   | 2–1 | Лют 1990 | Гуаружа, Бразилія         | Тверде   | Кассіу Мотта       | Хав'єр Франа Ґуставо Луса           | 6–7, 6–7      |
| Поразка   | 2–2 | Чер 1990 | Флоренція, Італія         | Ґрунт    | Дієго Перес        | Серхі Бругера Орасіо де ла Пенья    | 6–3, 3–6, 4–6 |
| Поразка   | 2–3 | Жов 1990 | Сан-Паулу, Бразилія       | Килим    | Марк Куверманс     | Шелбі Кеннон Альфонсо Мора          | 7–6, 3–6, 6–7 |
| Перемога  | 3–3 | Гру 1990 | Веллінгтон, Нова Зеландія | Тверде   | Ніколас Перейра    | Джон Леттс Жайме Онсінс             | 4–6, 7–6, 6–2 |
| Поразка   | 3–4 | Кві 1991 | Мадрид, Іспанія           | Ґрунт    | Жайме Онсінс       | Ґуставо Луса Кассіу Мотта           | 0–6, 5–7      |
| Поразка   | 3–5 | Тра 1991 | Болонья, Італія           | Ґрунт    | Жайме Онсінс       | Люк Єнсен Лорі Вордер               | 4–6, 6–7      |
| Поразка   | 3–6 | Кві 1992 | Тампа, США                | Ґрунт    | Андрій Ольховський | Майк Бріггс Тревор Кронеманн        | 6–7, 7–6, 4–6 |
| Перемога  | 4–6 | Чер 1992 | Флоренція, Італія         | Ґрунт    | Марсело Філіппіні  | Ройсе Деппе Брент Гейгарт           | 6–4, 6–7, 6–4 |
| Перемога  | 5–6 | Жов 1994 | Монтевідео, Уругвай       | Ґрунт    | Марсело Філіппіні  | Серхіо Касаль Еміліо Санчес Вікаріо | 7–6, 6–4      |